# NGC 7813
NGC 7813 is een spiraalvormig sterrenstelsel in het sterrenbeeld Walvis. Het hemelobject werd in 1886 ontdekt door de Amerikaanse astronoom Frank Muller.

## Synoniemen
- IC 5384
- MCG -2-1-16
- MK 936
- IRAS 00015-1215
- PGC 287